# Esquema de imagem
Em Línguística Cognitiva, esquema de imagem é um padrão cognitivo recorrente e dinâmico que emerge da nossa experiência perceptiva e sensorial, mapeando a estrutura experiencial na estrutura conceptual. Os esquemas de imagem são estruturas significativas que redescrevem, sobretudo, experiências que envolvem os movimentos corporais espaciais, a manipulação de objetos e as interações perceptuais.

## Principais definições e caracterizações
Esquema de Imagem (esquema-I) é um conceito central em Linguística Cognitiva definido por um dos seus precursores, Mark Johnson, como “um padrão recorrente e dinâmico de nossas interações perceptivas e programas motores que proporciona coerência e estrutura à nossa experiência” (JOHNSON, 1987, xiv, 13, tradução nossa).
George Lakoff, outro precursor da Linguística Cognitiva, em consonância com Johnson, define os esquemas-I como estruturas cognitivas tecidas na mente humana, produzidas através das representações de experiências corporais, motoras e perceptuais provenientes da interação do ser humano com o mundo. (LAKOFF, 1987) Desse modo, as relações espaciais são percebidas por meio da nossa proximidade ou distância em relação a algo ou conforme nossa posição em relação a um ponto de referência. Para Lakoff (1987), o modelo de esquemas-I seria um dos Modelos Cognitivos Idealizados (MCI), ao lado dos modelos metafórico, metonímico, proposicional e simbólico.
De forma resumida, Oakley (2010, p. 2) define esquema-I como "uma redescrição condensada da experiência perceptiva com o propósito de mapear a estrutura espacial na estrutura conceptual".
A centralidade desse conceito em Linguística Cognitiva se deve à natureza corpórea do significado. É por meio da base corporificada que os esquemas-I se formam, ou seja, são padrões que surgem de instâncias repetidas das experiências sensoriais e perceptuais, ao passo que interagimos no mundo. (VELOZO, 2013). Portanto, a corporificação constitui uma das principais características desse modelo.
Conceitos como perto, longe, através, em frente, atrás, sobre, sob, são compreendidos de forma automática por nós, por meio de nosso sistema motor, perceptual e conceitual. Esses conceitos são básicos para a nossa interação com o mundo externo, já que são corporificados, isto é, são racionalizados por meio da nossa percepção física do ambiente ao nosso redor.
Ao abordar os níveis de esquematicidade na conceptualização metafórica, Kövecses (2017) explica que os esquemas de imagem são as estruturas mais abstratas de um domínio conceptual. Como exemplo, esse autor apresenta MOVIMENTO ORIGEM-PERCURSO-META como uma estrutura mais esquemática do que MOVIMENTO, e este como uma estrutura mais esquemática do que JORNADA. Ainda referindo-se à metáfora conceptual, ele acrescenta que alguns domínios podem ser apoiados conceptualmente por vários esquemas de imagem, a exemplo do domínio CORPO, que é baseado nos esquemas de imagem de CONTÊINER, VERTICALIDADE, OBJETO ESTRUTURADO, entre outros. Esses esquemas podem ser compartilhados também por outros domínios, a exemplo de EDIFÍCIO.
De acordo com Peña Cervel (2012) aos esquemas de imagem podem ser atribuídas as seguintes caracterírsticas:
- Pré-conceptuais. Nossas experiências são suscetíveis à estruturação cognitiva independentemente da linguagem.

- Corpóreos. Emergem de nossa experiência física;
- Estruturados. São dotados de uma estrutura formada por elementos que se inter-relacionam;
- Abstratos ou esquemáticos. Surgem de uma gama de experiências em nossa interação com o mundo;
- Não proposicionais. Emergem da nossa interação com o mundo, e o significado não está necessariamente atrelado a proposições ou frases.
- Dinâmicos. São propriedades emergentes de capacidade de organização que estão sujeitas a reformulação e recriação durante a atividade percepttiva e conceitual.
- Axiológicos. Alguns esquemas-I apresentam um valor axiológico positivo a um polo e um valor negativo a outro polo, a exemplo de ACIMA-ABAIXO.
- Superimposição. Os esquemas-I interagem não apenas entre si, mas também com outros modelos cognitivos;

- Dimensão cultural. O fator cultural contribui para a caracterização dos esquemas de imagem;
- Transformações. As transformações podem ser entendidas como relações naturais entre esquemas de imagen que motivam a polissemia.

## Tipos de esquemas de imagem
Dada a sua natureza dinâmica, os esquemas-I surgem diariamente no nosso pensamento, raciocínio e imaginação, dentro do processo de conceptualização, segundo Gibbs e Colston, (2012 [1995] apud SANTANA, 2019). Assim sendo, os estudiosos desse assunto não apresentam uma taxonomia fixa nem um limite numérico de esquemas-I. Eles são agrupados, em diferentes propostas, a partir de critérios diversos.
Para Lakoff (1987), Os esquemas-I mais básicos são: CONTÊINER, PARTE-TODO, LIGAÇÃO, CENTRO-PERIFERIA e ORIGEM-PERCURSO-META.
Já para Johnson (1987) os esquemas esquemas-I mais importantes são: CONTÊINER, EQUILÍBRIO, COMPULSÃO, BLOQUEIO, CONTRA-FORÇA, RESTRIÇÃO, REMOÇÃO, DESBLOQUEIO, ATRAÇÃO, POSSIBILITAÇÃO, CICLO, PERTO-LONGE, ESCALA, FUSÃO, SEPARAÇÃO, CHEIO-VAZIO, COMBINAÇÃO, SUPERPOSIÇÃO, ITERAÇÃO, CONTATO, PROCESSO, SUPERFÍCIE, OBJETO e COLEÇÃO.
Exemplo: Para Oakley (2010), Ir à biblioteca e pegar um livro é compatível com o seguinte perfil esquemático de imagem: ORIGEM-PERCURSO- META – CONTÊINER – COLEÇÃO – PARTE-TODO – TRANSFERÊNCIA – ITERAÇÃO. A biblioteca seria um ponto final em um caminho. Como ela tem um interior e um exterior, pode conter pessoas e objetos. Por conter objetos do mesmo tipo, está ligada à ideia de coleção, assim como à oposição entre parte e todo. Adquirir fisicamente um dos objetos da coleção aciona o esquema TRANSFER, e repetir esse ato explora o esquema ITERATION. (OAKLEY, 2010)

### Descrição de alguns esquemas de imagem
- PARTE-TODO

Experienciamos o nosso corpo como um TODO composto por PARTES, além de distinguirmos a estrutura PARTE-TODO em diferentes elementos do ambiente ao nosso redor. Famílias e outras organizações sociais são entendidas metaforicamente como um todo com partes.
Exemplo: “Rosa é a aluna mais nova da turma”. O total de alunos da turma compõe o TODO e “a aluna mais nova” constitui a PARTE, sendo ela própria um TODO.
- ORIGEM-PERCURSO-META

É compreendido por meio dos nossos movimentos, como andar ou entregar algo a alguém, sendo sua estrutura constituída por uma origem, um destino e uma trajetória, ou seja, um encadeamento de localizações que conecta o ponto de partida ao ponto de chegada. Esse esquema de imagem estrutura a metáfora de que propósitos na vida são entendidos como metas a serem alcançadas.
Exemplo: “A aluna entregou o trabalho à professora”, em que a aluna é a origem e a professora é o destino.
- PERTO-LONGE.

Os elementos estruturais desse esquema-I incluem duas ou mais entidades, uma trajetória e alguma distância entre as entidades. O polo PERTO é ativado para curta distância e o polo LONGE, para longa distância. Famílias e outras organizações sociais são entendidas metaforicamente como um todo com partes.
Exemplos: “Brasil e Nova Zelândia são países distantes” (polo LONGE); “O menino ficou próximo ao pai no parque” (polo PERTO).
- LIGAÇÃO

Esse esquema é formado por dois elementos estruturais que estabelecem uma conexão entre si. A corporificação desse esquema encontra-se quando precisamos ligar uma coisa à outra, com corda, barbante, linha etc. Ele nos remete à experiência corporificada da ligação entre o feto e a mãe, que tem como elo o cordão umbilical. Assim sendo, sua estrutura consiste na interligação entre duas entidades por meio de algum elo. Uma metáfora para esse tipo de esquema são os relacionamentos pessoais e sociais compreendidos em termos de ligação.
Exemplo: em “nossas vidas estarão ligadas para sempre”, as entidades são as duas pessoas que estão ligadas através do relacionamento.
- DENTRO-FORA

Trata-se de um modelo de um esquema que pode ser usado metaforicamente.
Exemplo: “Maria se enfiou numa roupa confortável e se jogou para dentro das cobertas” e “José colocou toda a raiva para fora” (exemplos de VELOSO, 2013, p. 76). No primeiro exemplo, podemos observar que os termos "roupa" e "cobertas" são apresentados como contêineres, isto é, como sendo o local para dentro de onde o agente Maria se move. Já no segundo, percebemos que o corpo de José também é compreendido como um contêiner, de onde sai a raiva, entendida metaforicamente como um fluido.

### Relações entre os esquemas de imagem
Quando os esquemas-I são ativados, interconectam-se de modo dinâmico e distinto, deixando de existir como entidades estáticas e isoladas. Ao abordar a diversidade de esquemas-I, Oakley (2010) menciona a possibilidade de uma sobreposição entre eles ou da formação de uns mais complexos a partir de outros mais simples.
Seguindo essa proposta, estudos relacionados à metáfora, à metonímia e à polissemia têm sugerido um sistema de dependência entre os esquemas-I. Por exemplo, segundo Peña Cervel (2012), os esquemas-I apresentam padrões que mantêm entre si relação de dependência conceptual, podendo, por isso, estruturar princípios que não pertencem a um mesmo nível de categorização.
Peña Cervel (2012) evidencia a natureza dinâmica dos esquemas-I por meio de um agrupamento segundo o qual um mesmo conceito pode acionar diferentes esquemas-I, a depender da perspectiva. Os esquemas de imagem foram divididos, por Peña Cervel (2012), em básicos e em secundários ou dependentes, o primeiro oferecendo o anteprojeto básico para a ativação do último.
Por exemplo, a expressão: “Meu coração está cheio de amor” (exemplo de Peña Cervel, 2012) pode evocar pelo menos dois esquemas-I: RECIPIENTE, o coração, que compreende um espaço delimitado, e CHEIO-VAZIO, relacionado ao conteúdo que preenche o recipiente, o amor.
Outro exemplo de relação entre esquemas que podemos citar é o do esquema de imagem REGIÃO LIMITADA. Esse esquema constitui o termo mais próximo para duas construções experienciais: CONTÊINER e SUPERFÍCIE. Podemos observar que vários tipos de superfície, e todos os contêineres, são regiões limitadas e suas diferenças devem ser explicadas em termos de uma escala de limitação. REGIÃO LIMITADA é dominante sobre CONTÊINER e SUPERFÍCIE, os últimos são dependentes do primeiro.

## Considerações sobre esquemas de imagem
Na Linguística Cognitiva não há um consenso sobre o número exato de esquemas-I, tampouco sobre restrições relativas às postulação de novos. No entanto, há respostas sobre propriedades compartilhadas pelos esquemas-I mais importantes, sobre como eles podem ser agrupados e sobre níveis de esquematização. Também tem se mostrado consensual entre os cognitivistas a noção de que se pode considerar alguns esquemas-I como mais gerais e outros como mais específicos. A partir dessa noção, pode-se chegar à conclusão provisória de que alguns esquemas de imagem são perceptivamente mais primários enquanto outros insinuam uma estrutura mais complexa.